# Vriesea debilis
Vriesea debilis là một loài thuộc chi Vriesea. Đây là loài đặc hữu của Brasil.